# Stolnica Rio de Janeiro
Metropolitanska stolnica sv. Boštjana (portugalsko Catedral Metropolitana de São Sebastião), bolj znana kot metropolitanska stolnica v Riu de Janeiru (Catedral Metropolitana do Rio de Janeiro) ali kot stolnica sv. Boštjana iz Ria de Janeira (Catedral de São Sebastião do Rio de Janeiro), je stolnica katoliške cerkve in sedež nadškofije São Sebastião. Stolnica je dom nadškofov mesta Rio de Janeiro v Braziliji. Cerkev je posvečena svetemu Boštjanu, zavetniku Ria de Janeira.

## Zgodovina
Po lastnih izjavah je nadškofija Rio de Janeiro potrebovala večjo cerkev, ker je Igreja de Nossa Senhora do Monte do Carmo iz 19. stoletja postala premajhna. Šele po dolgih pogajanjih z vlado države Guanabara je nadškofija dobila kos zemlje v središču mesta. Temeljni kamen za novo stolnico v brazilskem mestu je 20. januarja 1964 položil kardinal D. Jaime de Barros Câmara, Ivo Antônio Calliari je prevzel vodenje gradbenih del, glavni projekt pa je izvedel Edgar Fonseca, profesor na Papeški katoliški univerzi v Riu de Janeiru.
Leta 1972 je kardinal Eugênio de Araújo Sales lahko obhajal božično mašo v cerkvi. 16. novembra 1976, ob tristoletnici nadškofije, je kardinal Sales posvetil glavni oltar stolnice. Stavba, zasnovana v modernističnem slogu v obliki prisekanega stožca, je bila po 15 letih gradnje dokončana 18. julija 1979 in 15. avgusta 1979 s strani Saleša posvečena. S posvetitvijo stolnice je nadškofija preselila svoj sedež iz Igreja de Nossa Senhora do Carmo (tudi »stara katedrala«) v novo cerkveno stavbo.
Kot sedež ene najpomembnejših nadškofij katoliške cerkve na južnoameriški celini so cerkev večkrat obiskali papeži. Ob 25. obletnici latinskoameriškega škofovskega sveta je 2. julija 1980 stolnico obiskal papež Janez Pavel II., ki je ob tej priložnosti vodil spominsko slovesnost. Za papeževo drugo svetovno srečanje družin je 4. oktobra 1987 katedralo obiskal papež Janez Pavel II. Za svetovni dan mladih 2013 je papež Frančišek obiskal stolnico na svojem prvem potovanju v tujino 27. julija 2013.

## Arhitekturni opis

### Zunanjost
Cerkvena stavba je visoka 75 metrov in ima okroglo osnovo s premerom 106 metrov. Od zunaj stavba spominja na piramido brez vrha, zato naj bi se Fonseca pogosto zgledoval po majevskih piramidah. Celoten objekt je iz armiranega betona, fasada je neometana.

### Notranji prostor
Krožna notranjost, ki jo je zasnoval Paulo Lachen Maier, ima tlorisno površino 8200 kvadratnih metrov, visoka je 64 metrov, ima premer 96 metrov in ji dominira osrednji oltar. V notranjosti naj bi bilo prostora za do 20.000 vernikov (stoje) oziroma 5000 vernikov (sedeči). Molilne klopi so razporejene v koncentričnih krogih okoli oltarja, nad katerim s stropa visi velik lesen križ. Manjša bogoslužja so v majhni kapeli za oltarjem. Notranjost s štirih strani osvetljujejo velika barvna okna od stropa do stropa, ki naj bi predstavljala štiri bistvene značilnosti vesoljne Cerkve (edinost, svetost, katoličnost in apostolskost). Strop tudi omogoča, da svetloba pada v notranjost v obliki grškega križa.
Z leti je notranjost dobila številne dodatne podrobnosti: med drugim je na pritličnih stenah prostora s križevim potom dvanajst bronastih plošč. V stolnici sta tudi majhna kipa soimenjaka svetega Boštjana iz Ria de Janeira in Nossa Senhora da Nazaré, ki je v Braziliji zelo čaščena.
Poleg skupnostnih prostorov sta v kleti še muzej sakralne umetnosti (Museu de Arte Sacra) in arhiv kurije.

## Bližina
Ob cerkvi je samostoječi zvonik. V neposredni bližini cerkvene stavbe so v preteklih letih postavili različne kipe.
Kip papeža Janeza Pavla II. neposredno pred glavnim vhodom v stolnico je darilo nadškofiji Irmandade Glorioso Patriarca São José.
Desno od papeževega kipa je 9. avgusta 2016 postavljen kip Matere Tereze, darilo albanske vlade, ki ga je financiral albanski poslovnež Kadri Morina. Kip je visok 2,20 metra, tehta 800 kilogramov, oblikoval pa ga je albanski umetnik Thoma Thomai. Plošča v narteksu cerkve opisuje podrobnosti figure.
Levo od papeževega kipa je klop s kipom Jezusa Kristusa, zavitega v odejo. Umetniško delo se imenuje Estátua Jesus sem teto (Jezus brezdomec), oblikoval pa ga je kanadski umetnik Timothy Schmalz.